# Stazione di Torino Dora
La stazione di Torino Dora era una stazione ferroviaria a uso passeggeri della città di Torino, nelle vicinanze del fiume Dora Riparia da cui prendeva il nome.
Era posta lungo la linea per Milano.

## Storia
La stazione di Torino Dora venne attivata il 17 novembre 1902 in sostituzione della vecchia stazione di Torino Succursale.
Il 27 settembre 2009 la stazione venne chiusa per consentire il proseguimento dei lavori del passante ferroviario di Torino e da tale data i treni corrono sui nuovi binari interrati. 
Il 18 marzo 2011 fu abbattuto l'ex fabbricato viaggiatori.

### Progetti
È prevista la costruzione di una nuova stazione omonima sotterranea, lungo il passante ferroviario; nonostante la costruzione al rustico sia stata già terminata nel 2009, all'inizio del 2021 non erano ancora iniziati i lavori per la sua costruzione.
Il PNRR ha stanziato fondi per la conclusione della stazione pianificando la sua apertura entro il 2025, pena l'esclusione dal finanziamento e il conseguente rimborso. Inoltre il progetto prevederebbe un successivo completamento delle altre stazioni in progetto nell'area metropolitana Zappata, San Paolo, Quaglia - Le Gru, Orbassano.

## Strutture e impianti
Nella stazione erano in funzione 3 binari passanti. Fino al 2005 un binario ferroviario la collegava alla stazione di Torino Porta Milano della Ferrovia Torino-Ceres; il collegamento è stato interrotto in seguito all'avanzamento dei lavori per il passante ferroviario.
Il fabbricato viaggiatori prospettava su piazza Antonio Baldissera, nella zona nord della città, punto d'incontro dei quartieri Aurora, Barriera di Milano e Borgata Vittoria.
Nella stessa piazza in cui sorgeva il fabbricato della stazione è presente la più recente omonima stazione GTT, dalla quale partivano i treni diretti alla stazione di Ceres.

## Servizi
La stazione disponeva di:
- Sala d'attesa
- Servizi igienici
- Biglietteria a sportello

## Interscambi
La stazione era servita dalla rete urbana di bus (linee 11, 46, 49, 52 e 77), dal tram (linea 10), oltre che da linee extraurbane per la provincia.
- Stazione ferroviaria (Torino Dora GTT, ferrovia Torino-Ceres)
- Fermata tram (linea 10)
- Fermata bus GTT